# 戸井凱音
戸井 凱音（とい かいと、1998年12月19日 - ）は、北海道釧路市出身のハンドボール選手。
日本ハンドボールリーグの豊田合成所属。

## 経歴
釧路市立景雲中学校卒業後、釧路北陽高等学校へ進学。
2020年に日本ハンドボールリーグの豊田合成へ加入
2022年1月に第20回男子アジア選手権日本代表に選出された。
同年9月には日韓定期戦2022日本代表に選出された。
2024年8月には男子日本代表「彗星JAPAN」PSGハンドボールジャパンツアー2024 のメンバーに選出された。

## 詳細情報
背番号　
・３（2020−）

## 代表歴
2022年1月第20回男子アジア選手権日本代表
2022年9月日韓定期戦2022日本代表
2024年8月には男子日本代表「彗星JAPAN」PSGハンドボールジャパンツアー2024 